# Slavnik
Slavnik (? – 981.) bio je češki i bjelohrvatski plemić. Slovi kao utemeljitelj dinastije Slavnikovića. 
Imao je nekoliko djece sa suprugom Střezislavom. Imena šestero njegovih sinova koja su poznata: Sobjeslav (njegov nasljednik), Sveti Vojtjeh, Pobraslav, Pořej i Čáslav. Sveti Radim je njegov sin, međutim s drugom ženom. 